# Pierre Naville
Pierre Naville (París, 1904 — París, 1993), intelectual y sociólogo francés. Formó parte del movimiento surrealista durante la década de 1920, perteneció al Partido Comunista Francés, fue trotskista durante la década de 1930 y desde 1960 militó en el Partido Socialista Unificado. En paralelo a su compromiso político y su activa participación en las polémicas culturales del siglo XX, desarrolló una carrera de sociólogo. Su obra científica sigue sirviendo de inspiración a la sociología preocupada por los cambios en la esfera del trabajo, sobre todo en el mundo francófono. 

## Buró de investigaciones surrealistas
En 1922, fundó junto a Philippe Soupault, F. Gérard, Max Jacob, Louis Aragon y Blaise Cendrars la revista vanguardista l'Œuf dur (El huevo duro).
Fue también director, junto a Benjamin Péret, de los tres primeros números de la revista La révolution surréaliste y en 1924 fundó el Buró de investigaciones surrealistas. Colaboró activamente en las experiencias surrealistas promovidas por André Breton antes de que las diferencias políticas les separasen.

## Política de izquierda radical
En 1926 se hizo militante del Partido Comunista Francés, que le confió la dirección de la revista Clarté. Formó parte de la delegación que visitó a Trotski en Moscú en 1927. A su regreso, el Partido Comunista le expulsó por "desviacionismo". 
Desde entonces participa en la vida de la izquierda radical antiestalinista francesa próxima a los trotskistas y especialmente en su prensa. Poco a poco fue de decepcionándose con las posiciones de Trotski y rompió con esa corriente en 1939.
A partir de entonces se empeñó en crear una izquierda marxista independiente de los compromisos comunista o trotskista que se expresaba en la revista Revue Internationale. Participó en la refundación del Partido Socialista Unificado durante la quinta República y se mantuvo en él pese a su oposición a los llamados "realistas" como Gilles Martinet o Michel Rocard y su expreso rechazo de François Mitterrand.

## Psico-Sociología del trabajo
Con su libro de 1942 La Psychologie, science du comportement introdujo en Francia la psicología conductista de Watson. En 1947 fue nombrado director de investigaciones en el CNRS y trabajó junto a G. Friedman en el centro de estudios sociológicos, consagrando sus trabajos a la psico-sociología del trabajo y al estudio de la automatización de procesos productivos en la sociedad industrial. Dedicó la parte más voluminosa de su obra a la reconstrucción sociológica de las aportaciones de Karl Marx (en los volúmenes de El Nuevo Leviatán), pero también trabajó sobre los estrategas y teóricos de la guerra (singularmente sobre Clausewitz).

## Obras

### Surrealistas
Les Reines de la main gauche, 1924

### Políticas
- La Révolution et les intellectuels, 1926
- Les Jacobins noirs (Toussaint-Louverture et la Révolution de Saint-Domingue) avec Cyril Lionel Robert James
- La Guerre du Viêt-Nam, 1949
- Trotsky vivant, 1962
- Autogestion et planification, 1980

### Sociológicas
- De la Guerre, traduit de Carl Von Clausewitz, avec Denise Naville et Camille Rougeron
- La Psychologie, science du comportement, 1942
- Psychologie, marxisme, matérialisme; 1948
- La Chine future, 1952
- La vie de travail et ses problèmes, 1954
- Essai sur la qualification du travail, 1956
- Le Nouveau Léviathan, 1957-1975
- Le Traité de sociologie du travail, 1961-1962 (ed. española Tratado de sociología del trabajo / Georges Friedmann, Pierre Naville, México: Fondo de Cultura Económica, 1971.
- L'État entrepreneur: le cas de la régie Renault avec Jean-Pierre Bardou, Phlippe Brachet et Catherine Lévy, 1971
- Hacia el automatismo social: problemas del trabajo y de la automatización: Fondo de Cultura Económica, 1985
- Sociologie d'aujourd'hui, 1981

### Otros
- Publicó un libro de memorias de su época surrealista (Le Temps du surréel, 1977)

## Textos sobre Pierre Naville
- Des sociologies face à Pierre Naville ou l'archipel des savoirs - Centre Pierre Naville
- Pierre Rolle: "Les logiques de la découverte et celles de l'action", in: Pierre Naville, la passion de la connaissance.- Michel Eliard, Presses universitaires de Toulouse-le-Mirail, 1996.
- Esteve Freixa i Baqué: El conductismo en Francia: La figura de Pierre Naville. Psicothema, Vol. 4, número 2, pp. 593-606, 1992. Disponible en: http://www.psicothema.com/pdf/854.pdf

- Datos: Q1345220